# Murphy Troy
Murphy Edward Troy, född 31 maj 1989 i Saint Louis, är en amerikansk volleybollspelare. Troy blev olympisk bronsmedaljör i volleyboll vid sommarspelen 2016 i Rio de Janeiro.